# Huh7
Huh7（也称为JTC-39，Japanese Tissue Culture-39）是應用於科學用途的人類肝癌細胞系，最初於1982年分離于一名57歲的日本男性患者的肝臟腫瘤，並且在丙型肝炎和登革熱病毒研究中得到廣泛的使用。Huh7細胞尤其在丙型肝炎的研究中發揮重要作用。 Huh7細胞的引入可以幫助順利篩選出針對實驗室培養的丙型肝炎病毒的候選藥物，並且允許開發針對丙型肝炎的新型藥物。

## 外部連結
- Cellosaurus entry for Huh7（页面存档备份，存于）